# Maud Coutereels
Maud Coutereels (Sambreville, 21 mei 1986) is een Belgische voetbalspeelster.

## Loopbaan

### Clubcarrière
Na het doorlopen van de jeugdreeksen bij FC Onoz trok Coutereels in 2001 naar het Joegoslavische Rode Ster Belgrado.  Vanaf 2003 speelde Coutereels in het middenveld bij Standard Luik in de hoogste Belgische afdeling. In 2009, 2011 en 2012 won ze met Standard de landstitel in de hoogste afdeling en in het seizoen 2012/2013 was ze met de Rouches de beste in de BeNe League Red. Ook tijdens de seizoenen 2013/2014 en 2014/2015 was Standard de beste Belgische ploeg in de Women's BeNe League. In het seizoen 2014/2015 was Standard ook de eindwinnaar van deze Women's BeNe League. Na de opdoeking van deze BeNe League werd ze met Standard ook nog eenmaal Belgisch kampioen in de nieuwe Super League. Ze won driemaal de Beker van België.
In 2016 maakte Coutereels de overstap naar het vrouwenelftal van het Franse Lille OSC, actief in de Ligue 2. Coutereels werd onmiddellijk aanvoerder en behaalde, samen met haar landgenotes Silke Demeyere en Jana Coryn, de titel en wist zo meteen promotie af te dwingen naar de Division 1 Féminine. 

### Belgisch voetbalelftal
Maud Coutereels maakte op 19-jarige leeftijd op 31 augustus 2005 haar debuut voor het Belgisch voetbalelftal tijdens een interland tegen Finland. Coutereels maakte ook deel uit van de selectie van de Red Flames tijdens het Europees kampioenschap voetbal vrouwen 2017. Ze stond aan de aftrap van alle Belgische groepswedstrijden.